# Salve a ti
Salve a ti eller Salve a ti, Nicaragua är Nicaraguas nationalsång.
Texten lyder på spanska som följer:
¡Salve a ti, Nicaragua! En tu suelo

ya no ruge la voz del cañón,

ni se tiñe con sangre de hermanos

tu glorioso pendón bicolor.

Brille hermosa la paz en tu cielo,

nada empañe tu gloria inmortal,

¡que el trabajo es tu digno laurel

y el honor es tu enseña triunfal!